# Schwartz Róbert
Schwartz Róbert (Kolozsvár, 1944. szeptember 3. – Kolozsvár, 2023. március 21.) erdélyi magyar kutatóvegyész. Schwartz Árpád fia, Schwartz Anikó férje.

## Életútja, munkássága
Középiskolai tanulmányait szülővárosában, a Brassai Sámuel Líceumban végezte (1962), egyetemi diplomát a BBTE Kémia Karán szerzett (1968), 1985-ben elnyerte a kémiai tudomány doktora fokozatot. Szakmai pályáját a kolozsvári Terapia gyógyszergyárban kezdte (1970–73), 1973–2001 között a Gyógyszerkutató Intézet kutatójaként, majd főkutatójaként dolgozott nyugdíjazásáig.
Kutatási területe a gyógyszerszintézis (szteroid hormonok). Tanulmányai hazai és külföldi szaklapokban jelentek meg. Több találmány, szabadalom társszerzője. Munkájuk elismeréseként a Román Akadémia 1978-ban Nicolae Teclu-díjjal tüntette ki kutatócsoportját. Selinger Sándorral közösen kiadta A folyadékkristályok c. könyvet (Bukarest, 1983). Több tudománynépszerűsítő cikket közölt A Hét és a Korunk hasábjain, szabadegyetemi előadásokat tartott.
Jelentős társadalmi és politikai tevékenysége. Része volt a Kiáltó Szó című szamizdat lap kiadásában és terjesztésében (1988; később a kiadványt a Bethlen Gábor Alapítvány Márton Áron-plakettel tüntette ki). 1990–96 között az Erdélyi Magyar Műszaki Tudományos Társaság elnökségi tagja, a kémia szakosztály elnöke. 1990-től a Hungarian Human Rights Fundation erdélyi irodavezetője, webszerkesztője, az RMDSZ különböző szintű választmányainak tagja, a Szabadelvű Kör platform országos titkára, 2001–2008 között a kolozsvári szenátori iroda vezetője. 2010-től a Kolozsvári Zsidó Hitközség elnöke volt.
1997-ben Balázs Sándorral közösen jelentette meg a Funar-korszak Kolozsváron a helyi sajtó tükrében, 1991–1996 c. kötetet (Kolozsvár).

## Kötetei
- Selinger Sándor–Schwartz Róbert: A folyadékkristályok; Tudományos és Enciklopédiai Kiadó, Bukarest, 1983
- Funar-korszak Kolozsváron a helyi sajtó tükrében, 1992–1996; összeáll. Balázs Sándor, Schwartz Róbert; Erdélyi Híradó, Kolozsvár, 1997
- Adalékok a kolozsvári zsidóság múltjához, 1-5.; szerk. Silvia Mitricioaei, Nagyi Orsolya, Schwartz Róbert; Mega, Kolozsvár, 2012–2017